# Philip Mpango
Philip Isdor Mpango (14 juli 1957) is een Tanzaniaans econoom en politicus en sinds 31 maart 2021 de vicepresident van Tanzania.
Mpango is afkomstig uit de regio Kigoma. Hij studeerde economie aan de universiteit van Dar es Salaam, waar hij een bachelors-, een masters- en een doctorsgraad in economie behaalde. Hij was werkzaam bij onder meer de Tanzania Revenue Authority, het ministerie van Financiën en Economische Zaken en de Wereldbank.
Van november 2015 tot 30 maart 2021 was Mpango minister van Financiën van Tanzania. Nadat tijdens de coronapandemie de vicepresident van Zanzibar Seif Sharif Hamad was overleden aan gevolgen van besmetting met het virus en nadat president John Magufuli na lang ontkennen had toegegeven dat Tanzania een coronaprobleem had, verscheen Mpango hoestend en hijgend en zonder mondmasker op een persconferentie die werd gehouden om geruchten te ontkrachten dat hij was overleden aan het coronavirus. Hierop werd door velen geschokt en veroordelend gereageerd. 
Na het overlijden van president Magufuli in maart 2021 werd vicepresident Samia Suluhu benoemd tot president. Philip Mpango werd op 31 maart 2021 beëdigd als vicepresident na hiervoor te zijn voorgedragen door president Suluhu en na unanieme instemming van het Tanzaniaanse parlement.